# ATP de Acapulco de 2013
O ATP de Acapulco de 2013 foi um torneio de tênis masculino disputado em quadras de saibro na cidade de Acapulco, no México. Esta foi a 20ª edição.

## Distribuição de pontos e premiação

### Pontuação
| Evento  | V   | F   | SF  | QF | Round of 16 | Round of 32 | Q  | Q3 | Q2 | Q1 |
| Simples | 500 | 300 | 180 | 90 | 45          | 0           | 20 | —  | 10 | 0  |
| Duplas  | 500 | 300 | 180 | 90 | 0           | —           | —  | —  | —  | —  |

### Premiação
| Evento  | V        | F        | SF      | QF      | Round of 16 | Round of 32 | Q3 | Q2   | Q1   |
| Simples | $300,000 | $126,000 | $55,500 | $25,750 | $12,250     | $6,400      | —  | $950 | $525 |
| Duplas* | $86,200  | $38,900  | $18,340 | $8,860  | $4,550      | —           | —  | —    | —    |

* por dupla

## Chave de simples

### Cabeças de chave
| País | Jogador            | Rank1 | Cabeça |
| ---- | ------------------ | ----- | ------ |
| ESP  | David Ferrer       | 4     | 1      |
| ESP  | Rafael Nadal       | 5     | 2      |
| ESP  | Nicolás Almagro    | 11    | 3      |
| SUI  | Stanislas Wawrinka | 17    | 4      |
| AUT  | Jürgen Melzer      | 27    | 5      |
| BRA  | Thomaz Bellucci    | 38    | 6      |
| FRA  | Benoît Paire       | 39    | 7      |
| ARG  | Horacio Zeballos   | 41    | 8      |

- 1 Rankings como em 18 de fevereiro de 2013

### Outros participantes
Os seguintes jogadores receberam convites para a chave de simples:
- Daniel Garza
- César Ramírez
- Miguel Ángel Reyes-Varela

Os seguintes jogadores entraram na chave de simples através do qualificatório:
- Martín Alund
- Dušan Lajović
- Wayne Odesnik
- Diego Schwartzman

O seguinte jogador entrou na chave de simples como "lucky loser":
- Antonio Veić

### Desistências
Antes do torneio
- Jérémy Chardy
- Juan Mónaco (lesão na mão)
- Albert Ramos
- Fernando Verdasco (lesão no pescoço)

## Chave de duplas

### Cabeças de chave
| País | Jogador           | País | Jogador            | Rank1 | Cabeça |
| ---- | ----------------- | ---- | ------------------ | ----- | ------ |
| AUT  | Alexander Peya    | BRA  | Bruno Soares       | 42    | 1      |
| POL  | Łukasz Kubot      | ESP  | David Marrero      | 51    | 2      |
| MEX  | Santiago González | USA  | Scott Lipsky       | 66    | 3      |
| AUT  | Jürgen Melzer     | GER  | Philipp Petzschner | 76    | 4      |

- 1 Rankings como em 18 de fevereiro de 2013

### Outros participantes
As seguintes parcerias receberam convites para a chave de duplas:
- Miguel Gallardo Valles /  César Ramírez
- Daniel Garza /  Miguel Ángel Reyes-Varela

A seguinte parceria entrou na chave de duplas como alternate:
- Potito Starace /  Filippo Volandri

### Withdrawals
Antes do torneio
- Jérémy Chardy
- Albert Ramos
- Fernando Verdasco (lesão no pescoço)

## Campeões

### Simples
- Rafael Nadal venceu  David Ferrer, 6–0, 6–2

### Duplas
- Łukasz Kubot /  David Marrero venceram  Simone Bolelli /  Fabio Fognini, 7–5, 6–2